# Затока Місячника
Затока Місячника (лат. Sinus Lunicus) — ділянка місячного Моря Дощів, що обмежена кратерами Архімед, Арістілл та Автолік.
Селенографічні координати центру — 32°18′ пн. ш. 1°48′ зх. д. / 32.3° пн. ш. 1.8° зх. д., максимальний розмір — близько 120 км.
Цю ділянку названо на честь радянської автоматичної міжпланетної станції «Луна-2», що в 1959 році впала біля цього району (трохи південніше) і стала першою в світі станцією, що досягла поверхні Місяця.